# 恋愛♥ライダー
「恋愛♥ライダー」（れんあいライダー）は、Buono!の通算2枚目のシングル。2008年2月6日発売。発売元はポニーキャニオン。センターは夏焼雅。

## 解説
- 作詞は岩里祐穂、作曲はAKIRASTAR。
- 振付は西田一生（西田プロジェクト）が担当。

## 収録曲
1. 恋愛♥ライダー
（作詞：岩里祐穂、作曲：AKIRASTAR、編曲：西川進）
テレビ東京系TVアニメ「しゅごキャラ!」のエンディングテーマ（2008年1月 - 3月）。
2. じゃなきゃもったいないっ!
（作詞：川上夏季、作曲：小林哲也、編曲：知野芳彦）
3. 恋愛♥ライダー(Instrumental)
4. じゃなきゃもったいないっ!(Instrumental)

## カバー
- Merm4id［瀬戸リカ（平嶋夏海）、水島茉莉花（岡田夢以）、日高さおり（葉月ひまり）、松山ダリア（根岸愛）］ - Animelo Summer Liveとのコラボレーションの一環として、2021年9月14日にゲーム『D4DJ Groovy Mix』に追加収録[1]。